# Кірдода Валерій Миколайович
Валерій Миколайович Кірдода (нар. 6 січня 1961, Гельмязів) — український дипломат. Посол України в Нігерії (2020—2022).

## Життєпис
Народився 6 січня 1961 року в селі Гельмязів Золотоніського району на Черкащині. У 1983 закінчив Київський університет ім. Шевченка, юрист-міжнародник, перекладач-референт французької мови.
- 1983—1984 — інженер Держкомпостачу УРСР
- 1984—1989 — перекладач, завідувач відділу деканату з роботи з іноземними студентами Київського державного університету ім. Тараса Шевченка.
- лютий 1990 — вересень 1991 — третій секретар Консульського управління МЗС України.
- вересень 1991 — травень 1993 — третій, другий секретар Відділу кадрів МЗС України.
- травень 1993 — серпень 1996 — другий секретар Посольства України в Королівстві Бельгія.
- серпень 1996 — січень 2001 — завідувач сектору Протоколу Прем'єр-Міністра України Кабінету Міністрів України.
- січень 2001 — листопад 2005 — перший секретар з консульських питань Посольства України в Королівстві Марокко.
- лютий 2006 — серпень 2008 — радник відділу підготовки кадрів та планування Департаменту кадрів МЗС України.
- серпень 2008 — серпень 2009 — начальник відділу підготовки кадрів та планування Департаменту персоналу МЗС України
- серпень 2009[1] — 16 травня 2014 — посол України в Алжирі.
- 21 квітня 2011[2] — 16 травня 2014[3] — посол України в Малі за сумісництвом.
- 22 вересня 2020[4] — 14 травня 2022[5] року — посол України y Нігерії, замінив на цій посаді Сергія Юшкевича[6].
- 6 жовтня 2021[7] — 14 травня 2022[5] року — посол України в Камеруні за сумісництвом.